# Sherri Saum

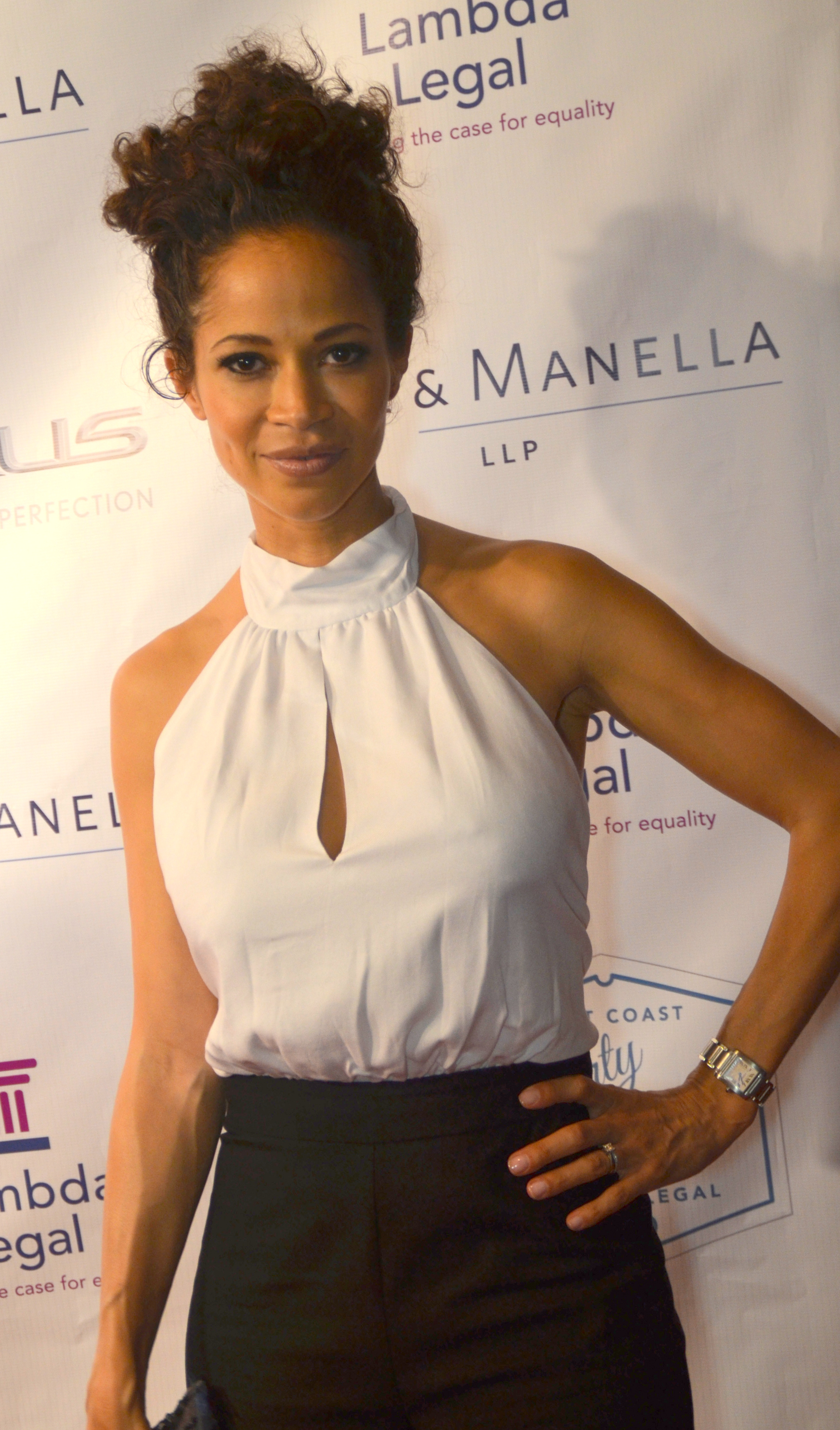
Sherri Saum (2014)

Sherri M. Saum (* 1. Oktober 1974 in Dayton, Ohio) ist eine US-amerikanische Schauspielerin, die in der ABC-Family-Serie The Fosters eine Hauptrolle spielte.

## Leben und Karriere
Sherri Saum ist die Tochter eines Afroamerikaners und einer Deutschen. Sie hat einen Bruder und eine Schwester. Ihre Schulzeit verbrachte sie an der Oakview Elementary School und Kettering Fairmont High School in Kettering. Für sechs Monate studierte sie Spanisch in Madrid. Des Weiteren studierte sie zuerst an der Ohio State University, wechselte nach einem Semester Psychologiestudium jedoch an die New York University. Dort studierte sie weiterhin Psychologie.

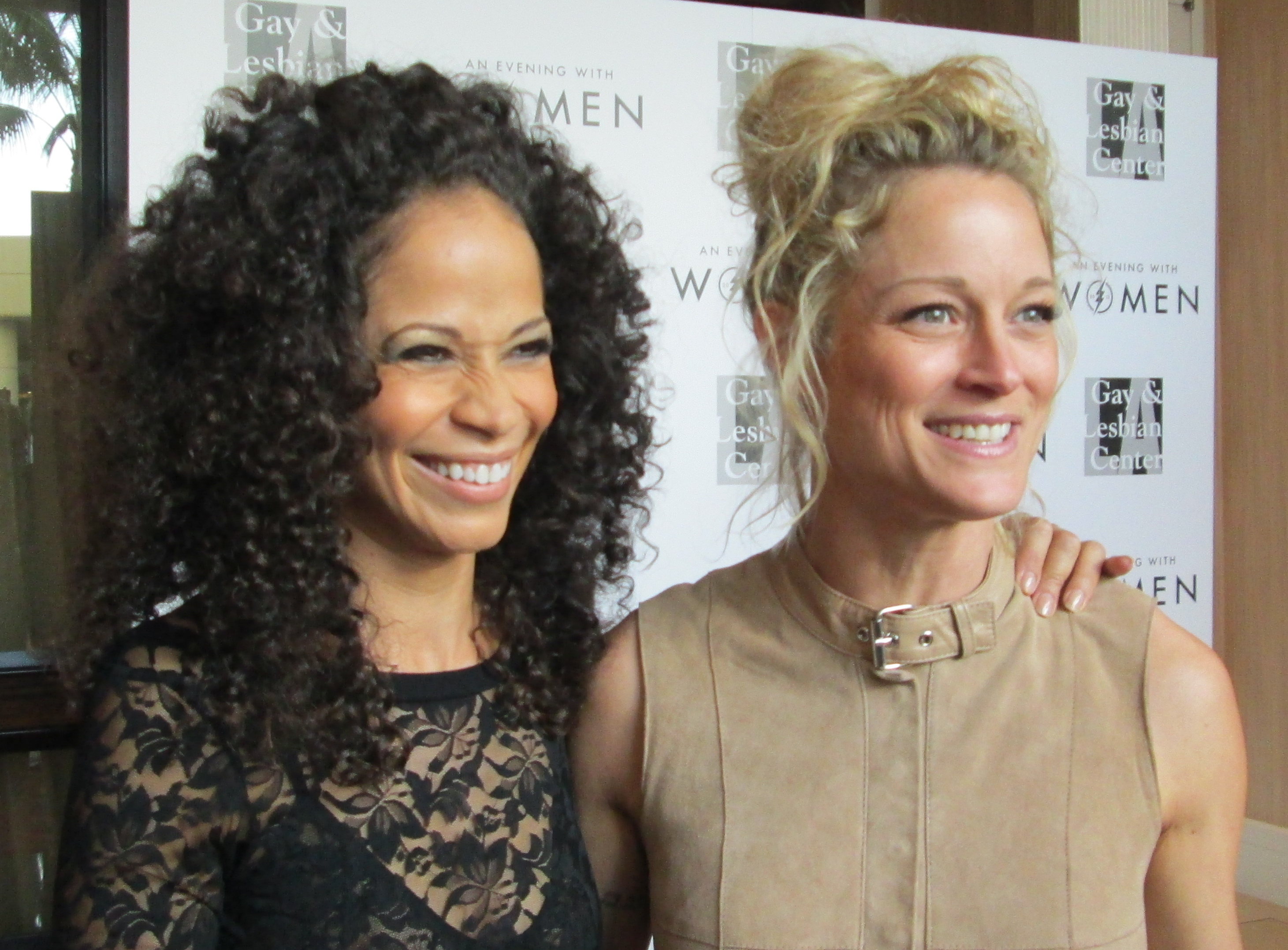
Sherri Saum mit The Fosters-Serienkollegin Teri Polo.

Ihre Schauspielkarriere begann Sherri Saum mit der Rolle der Vanessa Hart in der US-amerikanischen Seifenoper Sunset Beach, in der sie zwischen 1997 und 1999 in insgesamt 282 der 755 Folgen auftrat. Von Juni 1999 bis Dezember 2000 war sie in der Showtime-Serie Baggers and Choosers als Casey Lenox zu sehen. Gleichzeitig hatte sie in Gastrollen in Girlfriends und Charmed – Zauberhafte Hexen. Es folgte ein längeres Engagement in der Seifenoper Liebe, Lüge, Leidenschaft. Bis 2006 absolvierte Saum Auftritte in der Serien Law & Order: Trial by Jury, Criminal Intent – Verbrechen im Visier und Army Wives. Zwischen 2006 und 2007 hatte sie eine wiederkehrende Rolle in der Serie Rescue Me inne. Weitere wiederkehrende Rollen verkörperte sie 2009 in In Treatment – Der Therapeut sowie zwischen 2009 und 2010 in Gossip Girl. Nach diversen Gastauftritten, unter anderem in Lie to Me, Body of Proof, CSI: NY und Revenge, hat sie seit Juni 2013 eine Hauptrolle in der ABC-Family-Serie The Fosters inne. Dort verkörpert sie den einen Part eines lesbischen Paares, der andere Teil wird von Teri Polo dargestellt.
Am 19. Mai 2007 heiratete Sherri Saum ihren Langzeitfreund Kamar de los Reyes in New York City. Im Mai 2014 brachte Saum aus dieser Ehe Zwillingssöhne zur Welt. Ihr Mann starb am 24. Dezember 2023 infolge einer Krebserkrankung.

## Filmografie (Auswahl)
- 1997–1999: Sunset Beach (Seifenoper)
- 1999–2000: Beggars and Choosers (Fernsehserie, 29 Folgen)
- 2000: Girlfriends (Fernsehserie, Folge 1x11)
- 2001: Charmed – Zauberhafte Hexen (Charmed, Fernsehserie, Folge 3x17)
- 2001–2003: Liebe, Lüge, Leidenschaft (One Life to Live, Seifenoper)
- 2003: Finding Home
- 2005: Law & Order: Trial by Jury (Fernsehserie, Folge 1x06)
- 2006–2007: Rescue Me (Fernsehserie, 15 Folgen)
- 2007: Criminal Intent – Verbrechen im Visier (Law & Order: Criminal intent, Fernsehserie, Folge 5x18)
- 2007: Army Wives (Fernsehserie, Folge 1x08)
- 2009: In Treatment – Der Therapeut (In Treatment, Fernsehserie, 6 Folgen)
- 2009: CSI: Miami (Fernsehserie, Folge 8x08)
- 2009–2010: Gossip Girl (Fernsehserie, 4 Folgen)
- 2010: Heroes (Fernsehserie, Folge 4x18)
- 2010: Lie to Me (Fernsehserie, Folge 3x02)
- 2010: The Whole Truth (Fernsehserie, Folge 1x11)
- 2011: Body of Proof (Fernsehserie, Folge 1x02)
- 2011: Unforgettable (Fernsehserie, Folge 1x07)
- 2012: CSI: NY (Fernsehserie, Folge 8x17)
- 2013: Revenge (Fernsehserie, Folge 2x12)
- 2013–2018: The Fosters (Fernsehserie, 104 Folgen)
- 2014, 2022: Law & Order: Special Victims Unit (Fernsehserie, 2 Folgen)
- 2015: How to Get Away with Murder (Fernsehserie, Folge 2x03)
- 2019–2020, 2022: Roswell, New Mexico (Fernsehserie, 5 Folgen)
- 2019: Marvel’s Agents of S.H.I.E.L.D. (Fernsehserie, 3 Folgen)
- 2019–2024: Good Trouble (Fernsehserie, 6 Folgen)
- 2020–2021: Grey’s Anatomy (Fernsehserie, 2 Folgen)
- 2020–2022: Locke & Key (Fernsehserie, 18 Folgen)
- 2022: Perfect Harmony (Fernsehfilm)
- 2022: CSI: Vegas (Fernsehserie, 3 Folgen)
- 2022: Law & Order: Special Victims Unit (Fernsehserie, 1 Folge)
- 2023: Mrs. Davis (Fernsehserie, 2 Folgen)
- 2024: A Good Enough Day
- 2024: Dead Boy Detectives (Fernsehserie, 2 Folgen)
- 2025: Forever (Fernsehserie)
- 2025:  Law & Order (Fernsehserie)